# Mamadou Keïta
Pour les articles homonymes, voir Mamadou Keïta (escrime) et Keita.
Mamadou Keïta, dit Capi, était un footballeur malien né le 20 octobre 1947 à Bamako et mort le 9 avril 2008 dans la même ville. Après avoir été gardien de but dans l’équipe nationale de football du Mali, il était devenu entraîneur de plusieurs clubs africains et de l’équipe nationale malienne.

## Biographie
Après des études primaires à Bagadadji puis secondaires au Lycée technique et à l'École normale secondaire de Bamako, Mamadou Keïta a étudié à l'école supérieure des sports de Cologne (Allemagne) où il obtient un certificat de professeur de Sport, diplôme pour le football en 1974/1975.
Mamadou Keïta a joué au club Bamakois le Stade malien et en équipe nationale notamment lors de la Coupe d'Afrique des nations de football 1972 à Yaoundé où il est sacré meilleur gardien de but.
Mamadou Keïta a été entraîneur dans plusieurs clubs ivoiriens (Gonfreville Alliance club (GAC) à Bouaké, AS Bouaké, Africa Sports National d'Abidjan, de Denguelé Sport d'Odienné), maliens (Stade malien, Biton de Ségou) et gabonais (Jeunesse Athletic club de Port-Gentil, Club sport Batavéa (CSB) de Libreville).
En 1983-1984, il dirige l’équipe nationale junior du Mali (« les aiglons »). En 1993, il devient entraîneur de l’équipe nationale malienne pour la Coupe d'Afrique des nations de football 1994.